# Лонг Појнт (Илиноис)
Лонг Појнт (енгл. Long Point) град је у америчкој савезној држави Илиноис.

## Демографија
По попису из 2010. године број становника је 226, што је 21 (-8,5%) становника мање него 2000. године.
| Група             | 2000.       | 2010.       |
| Белци             | 239 (96,8%) | 224 (99,1%) |
| Афроамериканци    | 0 (0,0%)    | 1 (0,4%)    |
| Азијати           | 1 (0,4%)    | 1 (0,4%)    |
| Хиспаноамериканци | 0 (0,0%)    | 0 (0,0%)    |
| Укупно            | 247         | 226         |